# Patrick Pilet

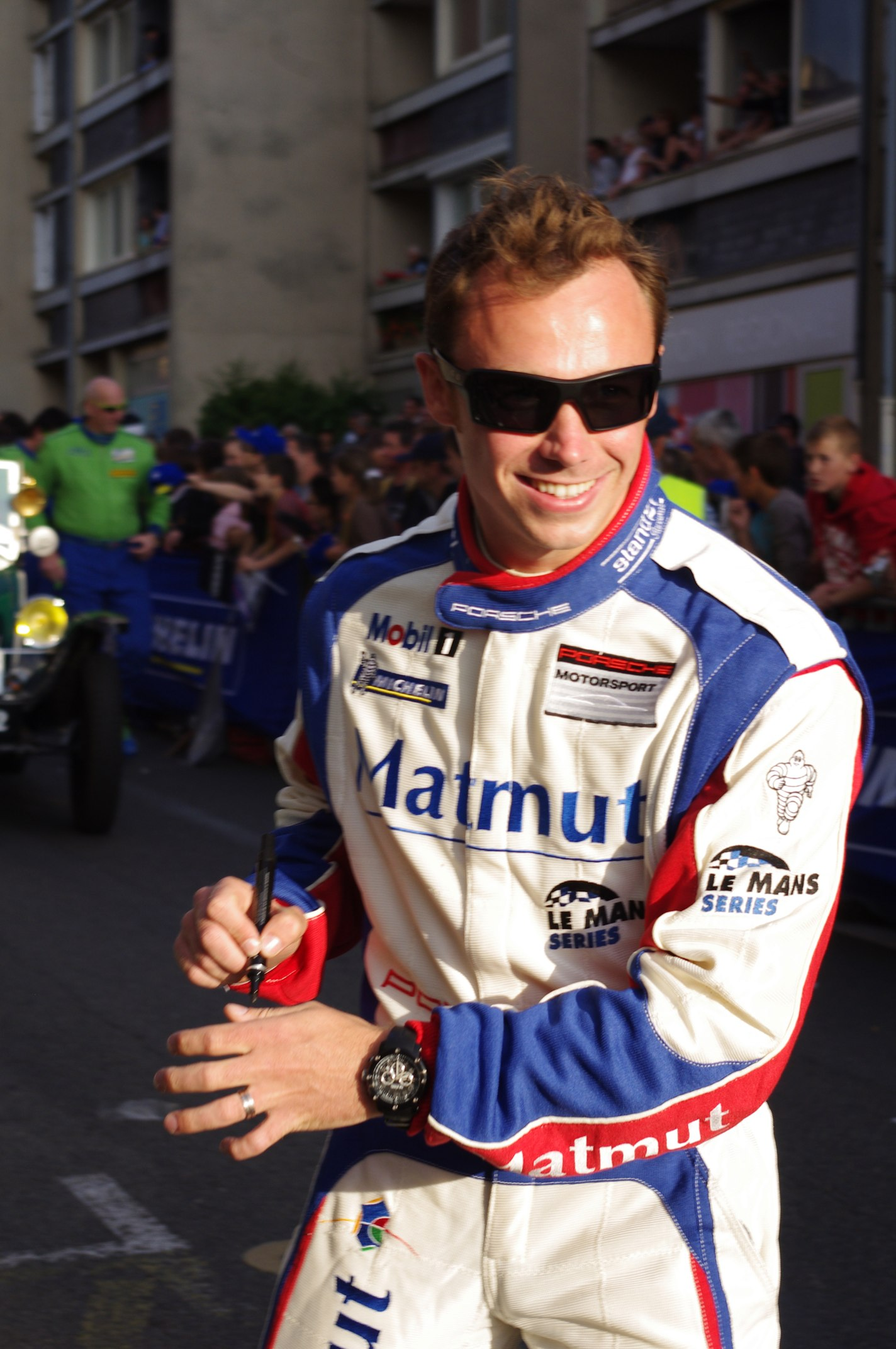
Patrick Pilet en el desfile de pilotos de las 24 Horas de Le Mans de 2011

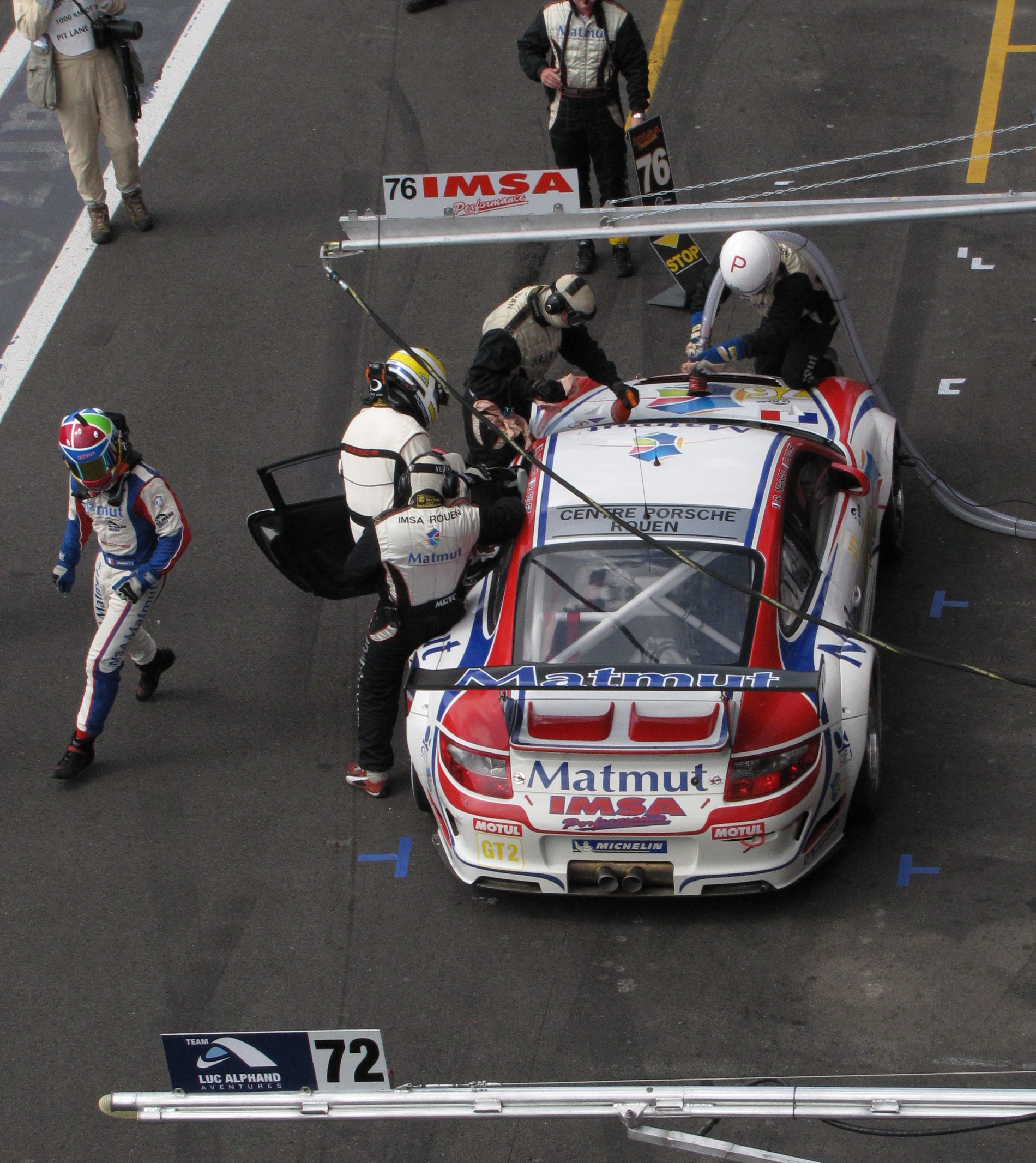
Patrick Pilet sube al Porsche 911 durante los 1000 km de Spa-Francorchamps 2009.

Patrick Pilet (8 de octubre de 1981, Auch, Francia) es un piloto de automovilismo de velocidad francés que compite profesionalmente en gran turismos. Ha obtenido el título de pilotos de la clase GTLM del United SportsCar Championship en 2015, podios en las 24 Horas de Le Mans, 24 Horas de Spa, 12 Horas de Sebring, y victorias en las 24 Horas de Daytona, la Petit Le Mans, las 24 Horas de Dubái y el Open Internacional de GT. Desde 2008 es piloto oficial del fabricante de automóviles Porsche.

## Carrera deportiva
Pilet se inició en el karting, donde fue subcampeón francés de Fórmula A y obtuvo podios en la Copa de Mónaco y el Masters de Bercy. En 2000 dejó las ruedas chicas por los automóviles con techo, al disputar la Fórmula Francia Junior; en 2001 obtuvo dicho campeonato. El piloto pasó a la Fórmula Renault Francesa en 2002, de la cual resultó subcampeón 2003 y campeón 2004.
El francés dio el salto a la World Series by Renault para la temporada 2005, donde finalizó 11.º con un podio tras ausentarse de tres fechas y cambiar de equipo. En 2006 también cambió de equipo y faltó a una fecha, pero puntuó en apenas tres carreras de 15 y quedó 21.º en la tabla de posiciones.
El piloto cerró su etapa en monoplazas y pasó a correr en gran turismos en 2007, al disputar la Copa Porsche Carrera Francia para el equipo IMSA Performance. Obtuvo cuatro victorias y ocho podios, de modo que obtuvo el campeonato.
Pilet se convirtió en piloto oficial de Porsche en 2008, y disputó la American Le Mans Series junto a Johannes van Overbeek con un Porsche 911 de la clase GT2 para el equipo Flying Lizard. Consiguió cinco podios en 11 carreras, por lo cual terminó quinto en el campeonato de pilotos y aportó puntos para obtener el título de equipos. Asimismo, disputó las 24 Horas de Daytona de la Grand-Am Rolex Sports Car Series para el equipo Alegra, también con un Porsche 911, donde abandonó.
En 2009, el piloto volvió a centrar su actividad en Europa, al competir para el equipo IMSA Performance junto al dueño del equipo, Raymond Narac. Resultó quinto en el Open Internacional de GT con seis triunfos y diez podios en 16 carreras, y noveno en la European Le Mans Series con dos podios, siempre con un Porsche 911 de la clase GT2. Con Patrick Long como tercer piloto, disputó además las 24 Horas de Le Mans, donde abandonó, y las 24 Horas de Spa del Campeonato FIA GT, donde fue descalificado. Por otra parte, finalizó tercero en la clase GT de las 24 Horas de Daytona al volante de un Porsche 911 de Wright, tripulado entre otros por Sascha Maassen.
El francés permaneció como piloto de IMSA en 2010 como compañero de butaca de Narac. En enero, obtuvo la victoria absoluta en las 24 Horas de Dubái, contando como tercer piloto a Marco Holzer. En la European Le Mans Series resultó décimo con un podio, en tanto que en el Open Internacional de GT quedó séptimo con cuatro victorias y ocho podios en 16 carreras. Por su parte, terminó quinto en la clase GT2 de las 24 Horas de Le Mans, acompañado de Long, y llegó segundo absoluto en las 24 Horas de Spa, con Richard Lietz como cuarto piloto. Además disputó dos fechas de la American Le Mans Series, siempre con un Porsche 911 de la clase GT2: llegó retrasado en las 12 Horas de Sebring como tercer piloto del equipo Falken, y fue séptimo en Mid-Ohio para Flying Lizard.
Pilet se centró en las carreras de resistencia para la temporada 2010, siempre como piloto oficial de Porsche. Su compañero de butaca en IMSA en la European Le Mans Series pasó a ser Wolf Henzler, con quien logró un podio y el 11.º puesto en el campeonato de pilotos de GT2. Volvió a finalizar quinto en las 24 Horas de Le Mans, en este caso junto a Narac y Nicolas Armindo en la clase GTE-Pro. En Estados Unidos disputó las 24 Horas de Daytona para The Racer's Group / Black Swan, y la Petit Le Mans como tercer piloto de Flying Lizard, resultando segundo en la clase GT junto a Long y Jörg Bergmeister.
El piloto retornó al Open Internacional GT en 2012 para acompañar nuevamente a Narac en IMSA, resultando 11.º con una victoria y nueve podios. Nuevamente disputó las 24 Horas de Le Mans pero como tercer piloto de Flying Lizard en la clase GTE-Am, donde terminó cuarto. Simultáneamente, participó en numerosas carreras de gran turismos en Estados Unidos, siempre con un Porsche 911. En las 24 Horas de Daytona finalizó séptimo en la clase GT para The Racer's Group. Luego disputó las 12 Horas de Sebring del Campeonato Mundial de Resistencia para Felbermayr-Proton acompañando a Lietz y Marc Lieb, resultando segundo en GTE-Pro y sexto entre los gran turismos. También compitió en el Gran Premio de Baltimore de la American Le Mans Series para The Racer's Group, donde obtuvo la victoria en la clase GTC. Finalmente acompañó a Long y Bergmeister de Flying Lizard en Petit Le Mans, arribando en la quinta posición en la clase GT.
Manthey contrató a Pilet para disputar el Campeonato Mundial de Resistencia con un Porsche 911 oficial de la clase GTE-Pro. Junto a Bergmeister y Timo Bernhard, logró cinco podios en ocho fechas, destacándose un segundo lugar en las 24 Horas de Le Mans, por lo que se ubicó octavo en el campeonato de pilotos y cuarto en el de equipos. En tanto, llegó segundo absoluto en las 24 Horas de Spa junto a Lieb y Lietz también con Manthey, y abandonó en las 24 Horas de Daytona con un Porsche 911 de NGT.
En 2014, en el Mundial de Resistencia, Pilet logró una victoria en Shanghái, cuatro segundos puestos, pero llegó retrasado en Le Mans y Fuji, finalizando quinto en el campeonato de pilotos de clase GT. Además, participó en cinco fechas del United SportsCar Championship con un Porsche 911 oficial de Core; obtuvo una victoria de clase en las 24 Horas de Daytona y tres quintos puestos.
Pilet participó regularmente en el United SportsCar Championship en 2015 con Porsche, acompañado generalmente de Nick Tandy. Se consagró campeón en la clase GTLM, con una segunda mitad de la temporada brillante, obteniendo cuatro victorias de clase, pero también obtuvo una victoria absoluta en la Petit Le Mans.

## Resultados

### Campeonato Mundial de Resistencia de la FIA
(Clave) (negrita indica pole position) (cursiva indica vuelta rápida)

| Año  | Escudería               | Clase     | Automóvil       | 1   | 2   | 3   | 4   | 5   | 6   | 7   | 8   | 9   | Pos. | Puntos | Ref.  |
| ---- | ----------------------- | --------- | --------------- | --- | --- | --- | --- | --- | --- | --- | --- | --- | ---- | ------ | ----- |
| 2013 | Porsche AG Team Manthey | LMGTE Pro | Porsche 911 RSR | SIL | SPA | LMS | SÃO | COA | FUJ | SHA | BHR |     | 6.º  | 99.5   | [ 1 ] |
| 2013 | Porsche AG Team Manthey | LMGTE Pro | Porsche 911 RSR | 7   | Ret | 2   | 3   | 9   | 3   | 3   | 2   |     | 6.º  | 99.5   | [ 1 ] |
| 2014 | Porsche Team Manthey    | LMGTE Pro | Porsche 911 RSR | SIL | SPA | LMS | COA | FUJ | SHA | BHR | SÃO |     | 4.º  | 108.5  | [ 2 ] |
| 2014 | Porsche Team Manthey    | LMGTE Pro | Porsche 911 RSR | 2   | 2   | 11  | 2   | 11  | 1   | 5   | 2   |     | 4.º  | 108.5  | [ 2 ] |
| 2015 | Porsche Team Manthey    | LMGTE Pro | Porsche 911 RSR | SIL | SPA | LMS | NÜR | COA | FUJ | SHA | BHR |     | 6.º  | 100    | [ 3 ] |
| 2015 | Porsche Team Manthey    | LMGTE Pro | Porsche 911 RSR | 7   |     | Ret | 2   | 2   | 2   | 3   | 1   |     | 6.º  | 100    | [ 3 ] |
| 2017 | Porsche GT Team         | LMGTE Pro | Porsche 911 RSR | SIL | SPA | LMS | NÜR | MEX | COA | FUJ | SHA | BHR | 15.º | 30     | [ 4 ] |
| 2017 | Porsche GT Team         | LMGTE Pro | Porsche 911 RSR | 3   |     |     |     |     |     |     |     |     | 15.º | 30     | [ 4 ] |